# 千粒重
千粒重（せんりゅうじゅう、英語: thousand‐kernel weight）とは、農学、農業、あるいは流通において、子実を用いる農産物などの品質を決める指標の一つで、文字通り、子実千粒の重量を示したもの。通常グラム表記にする。

## 概説
米の場合、不完全粒を除いた完全粒の精玄米の状態で測定する。
千粒重は日本米の場合、20 - 25グラムの範囲になり、品種により異なる。例えば、
- 酒造用でも、とくに大粒になる品種（山田錦など）で28g前後
- 通常の酒造用（五百万石や美山錦など）で26g前後
- 精米用（コシヒカリやササニシキ）で22g前後

となる。千粒重は条件により1 - 2グラムの増減がある。